# Ed Zukiwsky
Ed Zukiwsky (Canada, 10 september 1929) was een Canadees ijshockeyspeler en honkballer.
Zukiwsky speelde in Canada in het team van Edmonton als derde honkman en korte stop. In 1957 speelde hij met het team mee tijdens de Global World Series waar het het Nederlands honkbalteam uitschakelde. Ook was hij een getalenteerd ijshockeyspeler die in Nederland ging spelen voor H.H. & Y.C. waarvoor hij tussen 1952 en 1958 uitkwam en in totaal 62 doelpunten scoorde. Hij woonde afwisselend in Canada en Nederland, sprak vloeiend Nederlands en was getrouwd met een Nederlandse vrouw. Tussen 1958 en 1960 was hij bondscoach van het Nederlands honkbalteam.